# Tuba (Benguet)
Tuba es un municipio en la región de La Cordillera y en la provincia filipina de Benguet.
Los turistas que van a la ciudad de Baguio pasan el municipio de Tuba vía los siguientes: 1. la Carretera Nacional Aspiras-Palispis; 2. Calzada De Naguilian; y 3. Calzada Kennon
Según el censo de 2010, su población es de 42,874 habitantes.

## Barrios
Tuba tiene 13 barangayes en su territorio:
- Ansagan
- Camp One
- Camp 3
- Camp 4
- Nangalisan
- Población
- San Pascual
- Tabaan Norte
- Tabaan Sur
- Tadiangan
- Taloy Norte
- Taloy Sur
- Twin Peaks